# A pokol hét hercege

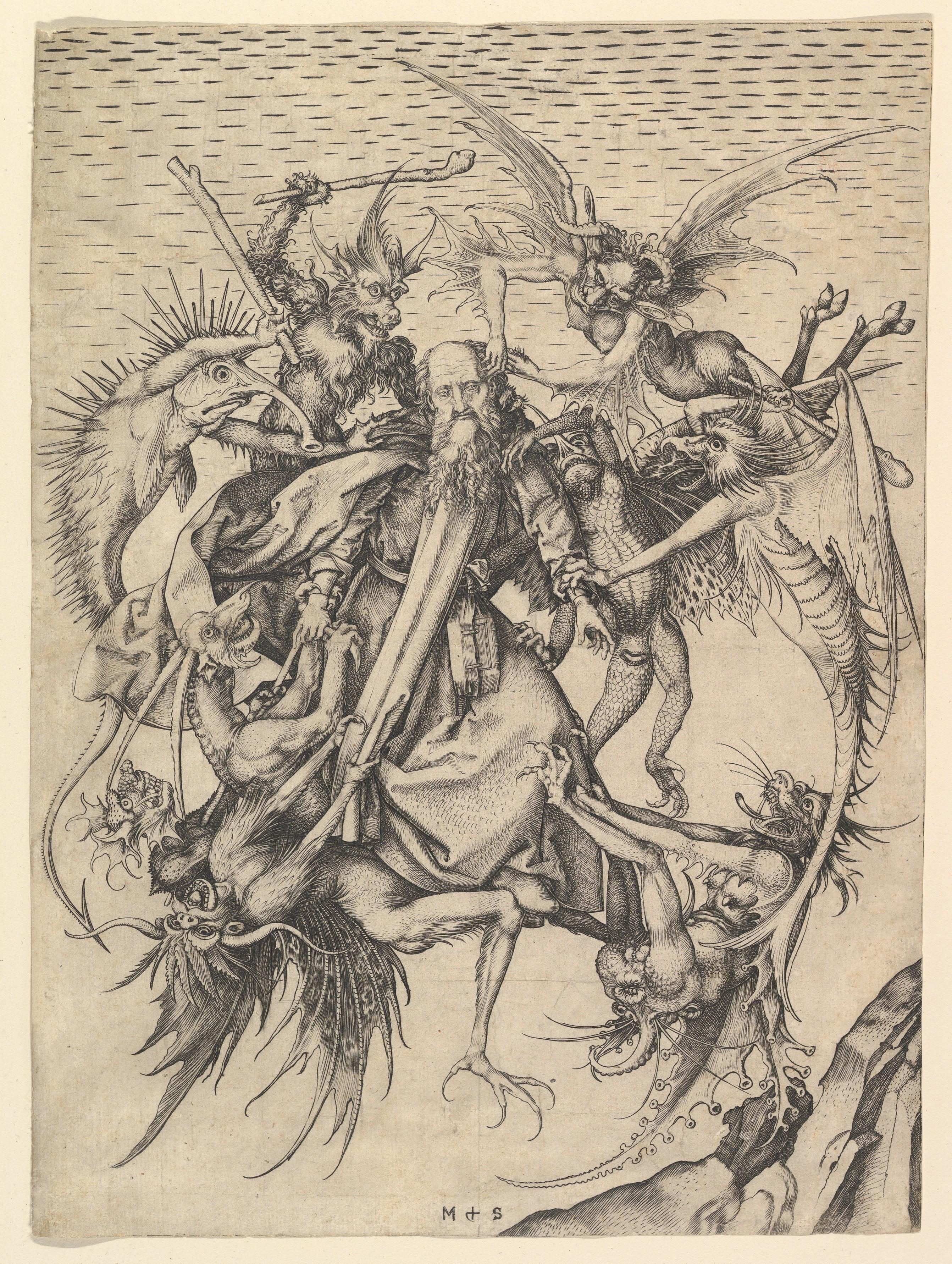
Szent Antal megkísértése - Martin Schongauer.

A történelem során számos teológus próbálta a démonokat osztályba rendszerezni a bibliai és mitológiai kontextusok megértése okán. Számtalan teológiai disszertáció született a keresztény démonológia, a klasszikus okkultizmus, a klasszikus mitológia és a reneszánsz mágia terén azért, hogy az emberek jobban megérthessék ezen spirituális lények és a különféle kultúrákra kiható befolyásuk közötti kapcsolatot. A démonológia tudománya eredetileg az erkölcsi elvek, viselkedési tendenciák megértésére szolgált, viszont szimbolizmusként is használták a néptörténetek, anekdoták alátámasztására. Az osztályozási rendszerek alapjául szolgálhat a démonok természete, az, hogy milyen kísértéssel próbálják bűnbe rántani az embereket, szenteket és angyalokat. 
A jelenések könyve (12:7-9) utal a Mihály arkangyal és a Sátán vezetésével dúló „mennyei háborúra”, melynek végkifejleteként a Sátán és angyalai levettettek a mennyekből. Ezeknek a bukott angyaloknak az osztályozása úgyszintén számos dolgon alapszik, mint például a bukásukat eredményező viselkedésük, fizikai megjelenésük vagy a módszerek, melyekkel az embereket kínozták (különféle tiltott álmok, érzelmek stb.).

## Osztályozás szakterület szerint
A démonológia tudományában a pokoli szellemek gyakran szakterületek szerint vannak osztályozva. Általában ezek egy konkrét erkölcsi bűnre hivatkoznak vagy egy kérdéses viselkedésmódra, ami a legtöbb ember számára nyugtalanító. Az embereknek gondot okozó módszereik szerint is meg lehet különböztetni őket, mint például különféle balszerencsék, betegségek, vagy szenvedélyek által. Nagy részben egy démont a kezükben lévő hatalom szerint lehet besorolni, mellyel az emberiség életét befolyásolják. Ez az ideológia a mitológiai istenekéhez hasonló, ahol mindegyiküknek megvan a saját feladata és képessége, amik segítségével egyedi módon lépnek kapcsolatba az emberiséggel. Meg kell jegyeznünk azt, hogy a lenti szerzők különféle démonok osztályozási rendszere nagy részben preferenciákon és perspektívákon alapul. Fontos kiemelni, hogy mindegyikőjük a saját hite alapján rendezi a démonokat sorba.

### Salamon testamentuma
Salamon testamentuma az Ószövetségre épülő mű, amelyet állítólag maga Salamon király írt, amelyben részletesen bemutatja azokat a démonokat, akiket templomai építésénél rabszolgaként tartott fogságban. A számukra feltett kérdéseket a tetteikről és az azoktól való óvakodásokról, és a válaszaikat, amik egy afféle útmutatóként szolgálnak a démoni aktivitások ellen. Keletkezési ideje nem állapítható meg pontosan, azonban az irat rendkívül ősi.

### A démonok osztályzása Pszellosz szerint
Mikhaél Pszellosz egy démoni osztályozást hozott létre a 11. században, amely később inspirációként szolgált Francesco Maria Guazzo számára. Pszellosz a következőképpen osztályozta a démonokat: 
- Mennyei (Tüzes)

- Légi
- Földalatti
- Világosságot kerülő (Napfényiszony)
- Vízi és Földi.[3]

### A fények lámpásának osztályozása
1409-1410 között a Fények lámpása (egy ismeretlen angol lollard, akit általában Wycliffe egyik követőjeként emlegetnek) kiadott egy osztályozást a Hét Fő Bűnre alapozva, azt állítva, hogy mindegyik megemlített démon eggyel ezek a bűnök közül kísértette az embereket. Ezt a listát később John Taylor is felhasználta munkáiban, a Water Poet-ben.
- Lucifer: kevélység
- Belzebub: irigység
- Sathanus: harag
- Abaddon: lustaság
- Mammon: kapzsiság
- Belfegor: torkosság
- Asmodeus: bujaság - később Asmodeum néven megemlítve

### Spina démoni osztályzása
Alphonso de Spina 1467-ben, elkészített egy listát, melyben különböző kritériumokra alapozva osztályozta a démonokat:
- A végzet démonjai
- Manók
- Hárpiák
- Vándorló csoportok vagy démonseregek
- Csatlósok
- Éjszakai szellemnők
- Kambionok, illetve más démonok, amelyek emberek és démonok kereszteződése után születtek
- Hazug csintalan démonok
- Démonok, amelyek megtámadják a szentek
- Démonok, akik idős nőket próbálnak ösztönözni Boszorkányok találkozóján részt venni (Sabbath)

Ez a besorolás kissé szeszélyes, nehéz találni egy kritériumot benne. Úgy tűnik, hogy Spinát számos legenda és monda inspirálta. Az éjszakai szellemnők német néptörténetekben szerepelnek, míg a csatlósok, manók és a többi démon az európai országok legtöbb néphagyományaihoz köthetőek.
A hárpiában való hit (és a szaporodási képességükben) a hetedik kategóriából inspirálódik, viszont a Talmudi legendából is forrást meríthetett, amiben démonok szexuális közösülése halandó nőkkel van elmesélve. 
Valószínűleg a korai szentek látomásai a csábító démonokról inspirálhatták a kilencedik kategóriát (pl. Nagy Szent Antal látomásai).
Az idős nők Sabbathokra való járása közismert volt az európai középkorban és reneszánszban. Spina hamarabb tesz erre említést, mint a Malleus maleficarum.

### Aggripa démoni osztályzása
A De occulta philosophia-ban (1509-1510), Cornelius Agrippa számos feltevést tett a démonok osztályzása szempontjából. Egy a négyes számra és az égtájakra alapszik a vezető démonnal Oriens-sel (Kelet), Paymon (Nyugat), Egyn (Észak) és Amaymon (Dél). Ugyancsak ez a négy démon megjelenik Semiphoras and Schemhamforas-ban is. Egy másik osztályzat, a kilences számra alapozva, a következő sorrendben osztja be a démonokat: Hamis démonok, A hazugság démonjai, A gonoszság hajói, A gonoszság bosszúállói, Zsonglőrök, Égi hatalmak, Bajt okozó harag, Próbálkozók, Kísértők (lásd Barrett osztályzását lejjebb). 

### Binsfeld démoni osztályzása
Peter Binsfeld készített egy démoni osztályozást 1589-ben. Az ő osztályzása az előbbi angol Fények lámpásáéhoz hasonló, a hét fő halálos bűnre alapszó, mégis némi eltérésekkel rendelkezik avval szemben.
- Lucifer: kevélység
- Mammon: kapzsiság
- Asmodeus: bujaság
- Leviatán: irigység
- Belzebub: torkosság
- Sátán: harag
- Belfegor: lustaság[10][11][12]

### Jakab király besorolás démonok
I. Jakab király egy Daemonologie című disszertációt írt, amit először 1591-ben adtak el, jó pár évvel a King James Biblia első kiadása előtt. A három kis könyvben Jakab egy filozofikus játék formájában írt egy disszertációt, érveket létrehozva és összehasonlításokat a mágia, varázslás és a boszorkányság között. Démoni osztályzását 4 részben írta le. Osztályzását nem különböző démoni személyekre alapozta, hanem inkább 4 kategóriára, amiket bármilyen megadott gonosz használt egy élő vagy halott személy megkínzására, kísértésére. A célja az volt, hogy megszüntesse azokat a nézeteket, miszerint a szellemek csakis rossz dolgokat tudnak tenni, és hogy a varázslás csakis démoni befolyás által mehetett végbe. Később több előtte munkálkodó írót is idézett, akik azt állították, hogy minden gonosznak megvan a saját képessége arra, hogy különféle formákban vagy alakokban jelenjen meg. A leírásaikban kiemeli azt, hogy a démonok Isten megfigyelése alatt állnak és képtelenek bármit is cselekedni engedély nélkül.
- Spectra: Azokat a szellemeket írja le, melyek elhagyatott házakban vagy magányos helyeken kísértenek
- Rögeszme: Azokat a démonokat írja le, akik embereket követve, kívülről okoztak ezeknek gondokat a nap különböző szakaszaiban
- Démoni megszállás: Azokat a szellemeket írja le, akik közvetlenül megszállnak egy embert így okozva gondokat neki
- Tündérek: Azokat a szellemeket írja le akik prófétálnak, kísérnek és szállítanak.

### Michaelis démoni osztályzása
Sebastien Michaelis 1613-ban írt egy könyvet, Csodálatos Történelem címen, amelyben megtalálható egy démoni osztályzás, amit Berith démon mondott el neki, miközben egy apácán végzett ördögűzést. Ez az osztályozás a Pszeudo-Dionüszioszi hierarchián alapszik.
Meg kell jegyezni azt, hogy sok démon elnevezése kizárólag franciául van megemlítve vagy ismeretlen más jegyzék számára. Keresztelő János és János evangélista a két Szent János, akikre Michaelis hivatkozik. A többi szent csak a neveik szerint vannak megemlítve.

#### Első hierarchia
Az első hierarchia tartalmazza azokat az angyalokat, akik Szeráfok, Kerubok és Trónusok voltak.
- Belzebub a Szeráfok egyik hercege volt, rögtön Lucifer alatt. Beelzebub, Luciferrel és Leviatánnal az első angyalok voltak, akik elbuktak. Büszkeséggel kísérti az embereket, megfékezője Assisi Szent Ferenc.
- Leviatán is a Szeráfok egyik volt hercege, aki az embereket eretnekségre buzdítja, megfékezője Szent Péter.
- Asmodeus úgy szint volt Szeráf herceg, aki égő vággyal próbálja az embereket a bujaságra csábítani. Az ő megfékezője Keresztelő János.
- Berith a Kerubok volt hercege. Emberölésre ösztönzi az embereket, és hogy legyenek civakodóak, veszekedőek és istenkáromlóak. Megfékezője Szent Barnabás.
- Astaroth a Trónusok volt hercege, aki a lustaságra csábítja az embereket. Megfékezője Szent Bertalan.
- Verrine is a Trónusok egyik hercege volt, rögtön Astaroth alatt. Türelmetlenséget hoz az emberekre. Megfékezője Szent Domonkos.
- Gressil volt a harmadik Trónus herceg, aki tisztátalansággal kísérti az embereket. Megfékezője Szent Bernát.
- Sonneillon volt a negyedik Trónus herceg, aki a gyűlöletet hozza az emberek szívébe. Megfékezője Szent István[14]

#### Második hierarchia
A második hierarchia magában foglalja az elbukott Erősségeket, Uraságokat és Hatalmasságokat.
- Carreau egy Erősség herceg volt. A megkeményedett szívvel szeszélyezi az embereket. Megfékezője Páli Szent Vince és Ferrer Szent Vince.
- Carnivale úgy szint egy Erősség herceg volt. Szemérmetlenséggel és szégyentelenséggel kísérti az embereket. Megfékezője János evangélista.
- Oeillet volt Uraság herceg. Arra készteti az embereket, hogy feladják a szegénységi fogadalmukat. Megfékezője Tours-i Szent Márton.
- Rosier volt a második az Uraságok rangrendjében. A szexuális tisztaság megtörésére készteti az embereket. Megfékezője Nagy Szent Vazul.
- Belial a Hatalmasságok hercege volt. A férfiakat arroganciával, a nőket hiúsággal kísérti. A szülőket arra készteti, hogy gyermekeikből kéjenceket neveljenek, és étkezés közben pletykáljanak. Megfékezője Paolai Szent Ferenc.

#### Harmadik hierarchia
A harmadik hierarchia magában foglalja a bukott Fejedelemségeket, Arkangyalokat és Angyalokat.
- Olivier volt az Arkangyalok hercege. Kegyetlenséggel és embertelenséggel szeszélyezi az embereket a szegények felé. Megfékezője Szent Lőrinc.
- Luvart az Angyalok volt hercege, Michaelis írásának idején, úgy hitték, hogy Luvart Madeleine nővér testében volt jelen.[15]
- Verrier a Fejedelemségek hercege volt. Az engedelmességi fogadalom megtörésére készteti az embereket. Megfékezője Szent Bernát.

Sok név a felsoroltak közül el szokott hangzani Sabbathok alatt litániákban Jules Garient Histoire de la magie en Franceja és Colin De Plancy Dictionnaire Infernalja szerint.

### Barrett démoni osztályzása
Francis Barrett, könyvében, The magus (1801), ezt a feltevést ajánlotta fel a démonok osztályzására, gonosz hozzáállások hercegeiként jellemezve őket:
- Belzebub: Hamis Istenek - bálványimádók
- Pythius: A hazugság szellemei - hazugok
- Belial: A gonoszság hajói - gonosz dolgok feltalálói
- Asmodeus: A gonoszság bosszúállói
- Sátán: Csodák utánzói - gonosz boszorkányok, varázslók
- Merihem: Légi Erők - pestis terjesztői
- Abaddon: Erinnüszök - Viszályok vetői
- Astaroth: Calumniators - inkvizítorok, hamis vádlók
- Mammon: Maligenii - kísértők és kelepcébe csalók.[16][17]

## Osztályozás hivatal szerint
A démonológia tudományában számos lélek hivatal, rang vagy címek szerint van rangsorolva, amiket teológusok úgy vélnek, hogy a mennyekben viseltek mielőtt elbuktak, vagy amit jelenleg viselnek pokoli tartózkodási helyükön. Ezek a hivatalok általában grimoárokban vannak kidolgozva, amik leírják hatalmukat a pokolban vagy képességeiket. A hivatali osztályozás szerint a démonok néha katonai hierarchiában vannak lefestve, melyben egy parancsnok utasíthat egy különféle légiót, ami az emberek életének megnehezítésére szolgál. 

### Abramelin könyve
Abramelin könyve, feltételezhetően a 14.-15. századokban íródott, mely leír négy démoni herceget: Lucifer, Leviatán, Sátán és Belial. Számon van tartva még hét al-herceg is: Astaroth, Maggot, Asmodeus, Belzebub, Oriens, Paimon, Ariton és Amayon. Ezek irányítása alatt csekély számú démonok is léteznek még.

### Le Livre des esperitz
A 15. vagy 16. században íródott, ez a grimoár valószínűleg Wierus démoni hierarchiájának inspirációja volt, viszont míg Wierus csak 69 démonra tesz említést, a Le Livre des esperitz csak 46-ra. Wierus azonban kihagyta az égtájak négy démonját: Orient, Poymon, Aymoymon és Equi (lásd Agrripa osztályozása) és az összes démon három nagy vezérért: Lucifer, Bezlebut és Sátán.

### Le Dragon Rouge (vagy Nagy Grimoár)
Mint sok más misztikus természeten alapuló mű, a Le Dragon Rouge (vagy a Vörös Sárkány) feltételezések szerint Salamon királyhoz és papjaihoz vezethető vissza és megjelenésének időpontja 1517-re saccolható. Szerzője Egyiptomi Aibeck. Habár, valószínűleg Franciaországban lett megírva a 18. században.
A grimoár leírja a pokol különböző helyeit és hatalmai, leírja hogyan lehet szerződésbe lépni velük mágikus célok elérése érdekében. A pokol démonjai három különböző szinten vannak rangsorolva Parancsnokoktól egészen a Tisztekig.

### Pseudomonarchia Daemonum
Pseudomonarchia Daemonum Johann Weyer által írt grimoár, pontos leírást ad egy listáról, melyen azon démonok szerepelnek, akiket a nap különböző szakaszaiban, különféle rituálékkal meg lehet idézni az Atya, Jézus és a Szent Szellem nevében (egyszerűbbek, mint Salamon Kisebb kulcsában, lásd lent).
Ez a könyv körülbelül 1583-ban íródott meg és hatvannyolc démont sorol fel. Vassago, Seir, Dantaion és Andromalius démonok nincsenek a könyvben megemlítve.

### Salamon Kisebb Kulcsa
Salamon kisebb kulcsa vagy Lemegeton Clavicula Salomonis ismeretlen szerző által írt 17. századbeli grimoár, az egyik leghíresebb, démonológiával foglalkozó könyv. Salamon kisebb kulcsa részletes leírást tartalmaz szellemekről és az ezeknek megidézéséhez szükséges rituálékról, amivel az idéző kényszerítheti a lelkeket saját akaratainak beteljesítésére. Leírja a védelmező jeleket és szertartásokat, amik elvégzése szükséges ahhoz, hogy megakadályozzuk a lelkeknek a szabad cselekedetet. 
A Salamon kisebb kulcsánakszerzője szinte teljesen átvette a Pseudomonarchia Daemonumot, és ezt egészítette ki démonleírásokkal, további jellemzőkkel és részletekkel.

#### Az Ars Goetia
Az Ars Goetia az első fejezete a Salamon kisebb kulcsának, melyben le van írva hetvenkét démon, amiket Salamon király megidézett és egy bronzhajóba zárta őket, melyet mágikus szimbólumokkal zárt le és kényszerítette őket munkára.
Az Ars Goetia egy rangot és egy nemes címet ad minden démon számára a pokoli hierarchiából, és „jeleket amikhez hűséget kell fogadniuk”, vagy pecséteket.

### Dictionnaire Infernal
A Dictionnaire Infernal egy démonológiai könyv, mely a pokoli hierarchiát mutatja be. Írója Jacques Aguste Simon Collin de Plancy, első megjelenése 1818-ban volt. Számos verziója volt a könyvnek, viszont valószínűleg a leghíresebb az 1863-as kiadás volt, amiben hatvankilenc illusztráció került be a könyvbe. Ezek az illusztrációk a démonok leírásai alapján ábrázolják őket. Számos kép később fel lett használva S. L. MacGregor Mathers Salamon kisebb kulcsa verziójában, bár néhányuk el lett tüntetve. 
A könyv először 1818-ban került kiadásara és két kötetre osztódott fel, hat különlenyomattal és számos változtatással 1818 és 1863 között. A könyv megpróbál a démonológiához minden szükséges információ kibocsátására törekedni.
De Plancy a modern európai udvarházak rendjei szerint mutatta be a démonokat:
- Hercegek és méltóságok: Belzebub, a pokol birodalmának legfőbb vezére, a Lebegés rendjének alapítója. Sátán, detronizált herceg az ellenzéki párt vezére. Eurynome,[21] a halál hercege, a Lebegés rendjének Nagy Keresztje. Moloch, a könnyek országának hercege, a rend Nagy keresztje. Pluton, a Tűz Hercege, úgy szint a rend Nagy Keresztje és a tűzben égő területek kormányzója. Pán, a lidércek hercege és Lilit a lidércnők hercegnője. Leonardo, a Sabbath nagy ura, a Lebegés Lovagja. Balberith, nagy főpap, szövetségek ura. Perszephoné, gonosz szellemek hercegnője.
- A Hivatal miniszterei: Adramelech, a Lebegés Főkancellárja és Nagy Keresztje. Ashtaroth, főkincstárnok, a Lebegés Lovagja. Nergal, a titkosszolgálat parancsnoka. Baál, a Pokol seregeinek hadvezére, a Lebegés rendjének Nagy Keresztje. Leviatán, Főadmirális, a Lebegés Lovagja.
- Nagykövetek: Belfegor, Franciaország nagykövete. Mammon, Angliáé Belial,Olaszországé. Rimmon, Oroszországé. Thamuz, Spanyolországé. Hutgin, Törökországé. Martinet, Svájcé.
- Bírók: Lucifer, főbíró, a Lebegés Lovagja. Alasztór, ítéletvégrehajtó.
- Hercegek háza: Verdelet, ceremóniák mestere. Succor Benoth, a heréltek háremének vezére. Chamos, Főkamarás, a Lebegés Lovagja. Melchom, megbízott pénztáros. Nisroth, konyhafőnök. Behemót, főpohárnok. Dagon,élelmezési gondnok. Mullin, első inas.
- Eltiltott munkásságok: Robals, színházak igazgatója. Asmodeus, szerencsejátékházak felügyelője. Nybbas, főpojáca. Antikrisztus,sarlatán és halottidéző.

### A sátánista Biblia
LaVey a Pokol Négy Koronahercegének szimbolizmusát használta a Sátánista Bibliában, mivel a könyv minden fejezete a négy herceg után van elnevezve. A Sátán könyve: A Pokoli Gyalázkodás, Lucifer könyve: Megvilágosodás, Beliál könyve: A Föld uralma és Leviatán könyve: A dühöngő Tenger. Ezek a névbeli társítások a Abra-Melin a mágus Szentelt Mágiájának Könyvén alapulnak, amiben szintén egy démoni hierarchia van feltüntetve.
- Sátán (Zsidó) "A pokol ura":

Az ellenfél, az ellenzék reprezentációja, a tűzeleme, a dél iránya, és a Baphomet Pecsétje rituálék alatt.
- Lucifer (Római) "Hajnalcsillag":

A fényhozó, a büszkeség és megvilágosodás reprezentációja, a levegő eleme, a kelet iránya, és gyertyák rituálék alatt. 
- Belial (Zsidó) "Mester nélküli":

A föld hitványsága, függetlenség és önállóság, a föld eleme, az észak iránya, és a kard rituálék alatt.
- Leviatán (Zsidó) "A végtelen idő kígyója":

A nagy sárkány, az ősi titok reprezentációja, a víz eleme, a nyugat iránya, és a kehely rituálék alatt.

## Fordítás
- Ez a szócikk részben vagy egészben  a   Classification of demons című angol Wikipédia-szócikk fordításán alapul.  Az eredeti cikk szerkesztőit annak laptörténete sorolja fel. Ez a jelzés csupán a megfogalmazás eredetét és a szerzői jogokat jelzi, nem szolgál a cikkben szereplő információk forrásmegjelöléseként.